# Isabel Marie Gose
Isabel Marie Gose (Berlín, 9 de mayo de 2002) es una deportista alemana que compite en natación, en las modalidades de piscina y aguas abiertas, especialista en el estilo libre.
Participó en dos Juegos Olímpicos de Verano, obteniendo una medalla de bronce en París 2024, en la prueba de 1500 m libre y el sexto lugar en Tokio 2020, en las pruebas de 400 m libre y 4 × 200 m libre.
Ganó cuatro medallas en el Campeonato Mundial de Natación, en los años 2024 y 2025, y dos medallas en el Campeonato Mundial de Natación en Piscina Corta de 2024.
Además, obtuvo cuatro medallas en el Campeonato Europeo de Natación, en los años 2018 y 2022, y tres medallas en el Campeonato Europeo de Natación en Piscina Corta, en los años 2019 y 2021.

## Palmarés internacional
| Juegos Olímpicos                    | Juegos Olímpicos      | Juegos Olímpicos  | Juegos Olímpicos |
| Año                                 | Lugar                 | Medalla           | Prueba           |
| ----------------------------------- | --------------------- | ----------------- | ---------------- |
| 2024                                | París (Francia)       | Medalla de bronce | 1500 m libre     |
| Campeonato Mundial                  |                       |                   |                  |
| Año                                 | Lugar                 | Medalla           | Prueba           |
| 2024                                | Doha (Catar)          | Medalla de plata  | 800 m libre      |
| 2024                                | Doha (Catar)          | Medalla de bronce | 400 m libre      |
| 2024                                | Doha (Catar)          | Medalla de bronce | 1500 m libre     |
| Campeonato Mundial en Piscina Corta |                       |                   |                  |
| Año                                 | Lugar                 | Medalla           | Prueba           |
| 2024                                | Budapest (Hungría)    | Medalla de oro    | 1500 m libre     |
| 2024                                | Budapest (Hungría)    | Medalla de plata  | 800 m libre      |
| Campeonato Europeo                  |                       |                   |                  |
| Año                                 | Lugar                 | Medalla           | Prueba           |
| 2018                                | Glasgow (Reino Unido) | Medalla de bronce | 4 × 200 m libre  |
| 2022                                | Roma (Italia)         | Medalla de oro    | 400 m libre      |
| 2022                                | Roma (Italia)         | Medalla de plata  | 800 m libre      |
| 2022                                | Roma (Italia)         | Medalla de bronce | 200 m libre      |
| Campeonato Europeo en Piscina Corta |                       |                   |                  |
| Año                                 | Lugar                 | Medalla           | Prueba           |
| 2019                                | Glasgow (Reino Unido) | Medalla de plata  | 400 m libre      |
| 2021                                | Kazán (Rusia)         | Medalla de bronce | 400 m libre      |
| 2021                                | Kazán (Rusia)         | Medalla de bronce | 800 m libre      |

| Campeonato Mundial | Campeonato Mundial  | Campeonato Mundial | Campeonato Mundial |
| Año                | Lugar               | Medalla            | Prueba             |
| ------------------ | ------------------- | ------------------ | ------------------ |
| 2025               | Singapur (Singapur) | Medalla de oro     | Equipo mixto       |